# Comantenna recurvata
Comantenna recurvata är en kräftdjursart som beskrevs av K.R.E. Grice och Hnlsemann 1970. Comantenna recurvata ingår i släktet Comantenna och familjen Aetideidae. Inga underarter finns listade i Catalogue of Life.